# Leucon declivis
Leucon declivis är en kräftdjursart som beskrevs av Watling och McCann 1996. Leucon declivis ingår i släktet Leucon och familjen Leuconidae.
Artens utbredningsområde är Oregon. Inga underarter finns listade i Catalogue of Life.